# 红色，社会主义青年
红色，社会主义青年（荷蘭語：ROOD, socialistische jongeren），简称红色（ROOD），是荷兰的一个革命社会主义青年组织。2003年6月20日，该组织作为社会党的青年翼成立，当时取名为“红色，社会党青年”。2020年11月，社会党中止与该组织的关系，因为该组织的主席和大多数委员与先前被开除出社会党的“共产主义纲领”派有联系。2021年6月，社会党理事会决定断绝与该组织的一切联系。在接下来的几个月里，社会党将100多名与该组织有关的党员开除。此后，该组织改用现名，并于2022年与被开除出社会党的其他几个派别共同建立“社会主义者”党。2023年起，该组织为“社会主义者”党的青年翼。